# Суперлегуре
Суперлегуре су металне легуре дизајниране за употребу на повишеним температурама. Најчешће су то легуре елемената VIIA групе периодног система, међу којима већином никл, кобалт и железо.